# Міністерство освіти та вищої освіти Катару
Міністерство освіти та вищої освіти Катару — одне з основних міністерств країни, яке забезпечує безоплатну освіту для всіх громадян Катару на всіх рівнях, починаючи з дитячого садка і до середньої школи. Згідно з законом, освіта є обов'язковою для всіх. Чинним міністром є Лоловах бінт Рашид бін Мохаммед Аль Хатер. 

## Про Міністерство освіти
У 2002 році видали указ про створення Верховної освітньої ради в Катарі. Ця рада стала вищим органом, відповідальним за розробку освітньої політики, планування розвитку освіти та контроль за його реалізацією. У 2006 році влада Катару ухвалила закон, який запровадив концепцію незалежних шкіл. Згідно з цим законом Міністерство освіти у 2010 році трансформувало всі державні школи на незалежні. Ідея незалежних шкіл полягає в тому, що вони самостійно впроваджують навчальні програми, формують викладацький склад і розподіляють поточні витрати. Верховна освітня рада контролює всі ці процеси. Досвід незалежних шкіл тривав до ухвалення Закону № 9 у 2017 році, який законодавчо врегулював організацію системи шкільної освіти в Катарі. Після цього керівництво всіма школами повністю передали Міністерству освіти та вищої освіти, а незалежну модель функціонування шкіл остаточно скасували. Верховну освітню раду реорганізували в міністерство з оновленою адміністративною структурою та функціональними повноваженнями. Сучасна система освіти в Катарі складається з трьох рівнів: початкова освіта (6 років), підготовча освіта (3 роки) та середня освіта (3 роки). Закон також надав можливість відкривати дитячі садки для дітей віком від чотирьох років.
Щорічно більше 5 000 студентів з Катару закінчують середню школу.

## Завдання Міністерства освіти та вищої освіти Катару
Завдання Міністерства освіти та вищої освіти Катару.
- Підвищувати рівень освіти, гарантувати її кожному громадянину та розвивати її, щоб забезпечити державу ресурсами та висококваліфікованими кадрами в різних галузях.
- Визначати етапи освіти, розробляти навчальні програми та системи оцінювання.
- Оформляти ліцензії, координувати роботу і контролювати функціонування дитячих садків.
- Видавати ліцензії та контролювати діяльність шкіл і закладів вищої освіти, надавати їм фінансову підтримку, а також технічну та адміністративну допомогу.
- Направляти наукові місії, а також контролювати та піклуватися про студентів, що отримують стипендії.
- Підтримувати студентів з особливими потребами та талановитих учнів.
- Керувати діяльністю державних освітніх установ..
- Оформляти ліцензії для центрів освітніх послуг та здійснювати їх контроль.
- Проводити навчання та забезпечувати професійний розвиток для вчителів і працівників освіти.